# Angus Eve
Angus Eve (nacido el 23 de febrero de 1972) es un exfutbolista y entrenador trinitense. Es el jugador con más partidos internacionales de su país de todos los tiempos. Actualmente dirige a la selección de Montserrat.

## Trayectoria
Eve se unió a San Juan Jabloteh antes de la temporada 2001 en Trinidad como defensora. Antes de unirse a Jabloteh, había estado jugando con Joe Public de Trinidad, cedido por Chester City de Inglaterra. Eve es el jugador con más partidos internacionales de Chester, aunque muchos de sus partidos internacionales fueron ganados mientras estaba cedido y solo jugó 14 partidos en la Liga de Fútbol con Chester entre 1999-2000. Fueron relegados al final de la temporada, y Eve se perdió varios juegos debido al deber internacional.
Después de debutar con la selección nacional de fútbol de Trinidad y Tobago en un partido de la Copa Caribe del 4 de abril de 1994 contra Barbados, Eve se convirtió en una figura monumental para la selección nacional. Jugó 117 partidos internacionales en esos años, marcó 34 goles y ayudó a liderar al equipo en tres rondas diferentes de clasificatorios para la Copa del Mundo . Se retiró del fútbol internacional después de no ser considerado para el equipo de Trinidad y Tobago para la Copa Mundial de la FIFA 2006 , y desde entonces ha terminado su carrera como jugador mientras se preparaba para una carrera a tiempo completo como entrenador. Fue entrenador asistente en Jabloteh, trabajando con el ex internacional de Inglaterra Terry Fenwick. En abril de 2009 se incorporó a Ma Pau como entrenador asistente.
El 26 de mayo de 2011, fue nombrado entrenador de la selección sub-23 de Trinidad y Tobago para los Clasificatorios Olímpicos que se jugaron en julio de 2011.
El 15 de junio de 2021, fue nombrado entrenador interino de la Selección de fútbol de Trinidad y Tobago luego de la destitución de Terry Fenwick, quien no pudo guiar al equipo más allá de la primera ronda de la clasificación para la Copa Mundial de la FIFA 2022. El 31 de julio de 2024, dejó su cargo de mutuo acuerdo con la directiva trinitense.
En mayo de 2025, asumió al frente de la selección de Montserrat.